# تل اغر
تل اغر (به عربی: تل أغر) یک روستا در سوریه است که در ناحیه صبوره واقع شده‌است. تل اغر ۶۷۹ نفر جمعیت دارد.